# Leptolaimus nobilis
Leptolaimus nobilis är en rundmaskart. Leptolaimus nobilis ingår i släktet Leptolaimus, och familjen Leptolaimidae. Arten är reproducerande i Sverige.